# Spinirta shenwushanensis
Espèce
Spinirta shenwushanensis est une espèce d'araignées aranéomorphes de la famille des Corinnidae.

## Distribution
Cette espèce est endémique du Jiangxi en Chine,. Elle se rencontre dans le xian de Wuning.

## Description
Le mâle holotype mesure 10,93 mm et la femelle paratype 11,67 mm.

## Systématique et taxinomie
Cette espèce a été décrite par Zhang, Jin et Zhang en 2023.

## Étymologie
Son nom d'espèce, composé de shenwushan et du suffixe latin -ensis, « qui vit dans, qui habite », lui a été donné en référence au lieu de sa découverte, le mont Shenwu.

## Publication originale
- Zhang, Jin & Zhang, 2023 : « Three new Spinirta species from China (Araneae, Corinnidae), with the first description of the male of S. leigongshanensis Jin & Zhang, 2020. » Zootaxa, no 5231(4), p. 445-458.